# Emmochliophis fugleri
Emmochliophis fugleri är en ormart som beskrevs av Fritts och Smith 1969. Emmochliophis fugleri ingår i släktet Emmochliophis och familjen snokar. Inga underarter finns listade i Catalogue of Life.
Arten förekommer i västra Ecuador. Det första exemplaret hittades vid 600 meter över havet. Honor lägger ägg.